# Cycle solaire 10
Le cycle solaire 10 est le dixième cycle solaire depuis 1755, date du début du suivi intensif de l'activité et des taches solaires. Il a commencé en 1855 et s'est achevé en 1867.